# Atalopsycha
Atalopsycha är ett släkte av fjärilar. Atalopsycha ingår i familjen rullvingemalar.
Kladogram enligt Catalogue of Life:
| Atalopsycha | \| \| Atalopsycha atyphella \| \| \| \| \| \| Atalopsycha melanthes \| \| \| \| |
|             | \| \| Atalopsycha atyphella \| \| \| \| \| \| Atalopsycha melanthes \| \| \| \| |
|             | Acanthocnemes                                                                   |
|             |                                                                                 |
|             | Arctocoma                                                                       |
|             |                                                                                 |
|             | Cateristis                                                                      |
|             |                                                                                 |
|             | Chrysolytis                                                                     |
|             |                                                                                 |
|             | Cladarodes                                                                      |
|             |                                                                                 |
|             | Copobathra                                                                      |
|             |                                                                                 |
|             | Corythophora                                                                    |
|             |                                                                                 |
|             | Crobylophora                                                                    |
|             |                                                                                 |
|             | Daulocoma                                                                       |
|             |                                                                                 |
|             | Diplothectis                                                                    |
|             |                                                                                 |
|             | Erioptris                                                                       |
|             |                                                                                 |
|             | Exegetia                                                                        |
|             |                                                                                 |
|             | Hierocrobyla                                                                    |
|             |                                                                                 |
|             | Leucoptera                                                                      |
|             |                                                                                 |
|             | Lyonetia                                                                        |
|             |                                                                                 |
|             | Micropostega                                                                    |
|             |                                                                                 |
|             | Orochion                                                                        |
|             |                                                                                 |
|             | Otoptris                                                                        |
|             |                                                                                 |
|             | Perileucoptera                                                                  |
|             |                                                                                 |
|             | Petasobathra                                                                    |
|             |                                                                                 |
|             | Philonome                                                                       |
|             |                                                                                 |
|             | Phyllobrostis                                                                   |
|             |                                                                                 |
|             | Platacmaea                                                                      |
|             |                                                                                 |
|             | Proleucoptera                                                                   |
|             |                                                                                 |
|             | Prolyonetia                                                                     |
|             |                                                                                 |
|             | Prytaneutis                                                                     |
|             |                                                                                 |
|             | Stegommata                                                                      |
|             |                                                                                 |
|             | Atalopsycha atyphella                                                           |
|             |                                                                                 |
|             | Atalopsycha melanthes                                                           |
|             |                                                                                 |

|  | Atalopsycha atyphella |
|  |                       |
|  | Atalopsycha melanthes |
|  |                       |